# Leptogenys oresbia
Leptogenys oresbia is een mierensoort uit de onderfamilie van de Ponerinae. De wetenschappelijke naam van de soort is voor het eerst geldig gepubliceerd in 1958 door Wilson.